# Mulberry (Floride)
Pour les articles homonymes, voir Mulberry.
Mulberry est une ville des États-Unis située dans le comté de Polk en Floride.

## Démographie
| 1910  | 1920  | 1930  | 1940  | 1950  | 1960  |
| ----- | ----- | ----- | ----- | ----- | ----- |
| 1 418 | 1 499 | 2 029 | 1 502 | 2 024 | 2 922 |

| 1970  | 1980  | 1990  | 2000  | 2010  | - |
| ----- | ----- | ----- | ----- | ----- | - |
| 2 701 | 2 932 | 2 988 | 3 230 | 3 817 | - |

Au recensement de 2010, sa population était de 3 817 habitants.

## Source de la traduction
- (en) Cet article est partiellement ou en totalité issu de l’article de Wikipédia en anglais intitulé « Mulberry, Florida » (voir la liste des auteurs).